# Том Амрейн
Томас «Том» Амрейн (англ. Thomas «Tom» Amrhein; 1911, Балтимор, Меріленд, США — ??) — американський футболіст, півзахисник, гравець збірної США, учасник чемпіонату світу 1934 року як запасний гравець. Був внесений до Футбольного Залу Слави Меріленду в 1981 році.

## Клубна кар'єра
Том Амрейн виступав за клуб «Балтимор» «Американської футбольної ліги» протягом 13 сезонів. За цей час команда змінила кілька назв, а з 1942 року стала називатися «Балтімор Амеріканс». У 1940 році клуб став володарем «Відкритого кубка США» спільно з командою «Чикаго Спарта», тому що обидва матчі кубкового фіналу завершилися внічию.

## У збірній
Том Амрейн був запрошений до збірної напередодні Чемпіонату світу з футболу 1934, однак не зіграв ні у відбіркових матчах, ні на самому турнірі, де команді США було призначено провести лише одну зустріч.